# El Salvadors herrlandslag i fotboll
El Salvadors herrlandslag i fotboll.

## Historik
El Salvador spelade sin första officiella landskamp den 14 september 1921, då man föll med 0-7 mot Costa Rica vid de hundraåriga centralamerikanska självständighetsspelen i Guatemala City.
El Salvadors fotbollsförbund bildades 1935 och är sedan 1938 medlem av Fifa och sedan 1962 av Concacaf. 

### VM
- 1930 - Deltog ej
- 1934 - Deltog ej
- 1938 - Drog sig ur
- 1950 till 1966 - Deltog ej
- 1970 - Första omgången
- 1974 - Kvalade inte in
- 1978 - Kvalade inte in
- 1982 - Första omgången
- 1986 till 2022 - Kvalade inte in

1970 års slutspel i Mexiko var en total flopp efter tre raka förluster mot Belgien (0-3), Mexiko (0-4) och Sovjetunionen (0-2). I kvalet slog man ut Haiti efter omspel trots Haitis bättre målskillnad efter hemma- och bortamötet.
1982 års slutspel i Spanien slutade lika illa; tre raka förluster mot Ungern (1-10), Belgien (0-1) och Argentina (0-2). Landets enda VM-mål stod Luis Ramírez Zapata för.
El Salvador har varit närmast att kvala in sedan dess i kvalet till 1994 års slutspel i USA. El Salvador slutade trea efter Mexiko som kvalade in och Kanada som gick till playoff mot Oceanien.

### CONCACAF mästerskap
- 1941 - 2:a plats
- 1943 - 1:a plats
- 1946 - 4:e plats
- 1948 - 5:e plats (sist)
- 1951 - Deltog ej
- 1953 - 5:e plats
- 1955 - 4:e plats
- 1957 - Deltog ej
- 1960 - Deltog ej
- 1961 - Deltog ej
- 1963 - 2:a plats
- 1965 - 4:e plats
- 1967 - Deltog ej
- 1969 - Deltog ej
- 1971 - Drog sig ur
- 1973 - Kvalade inte in
- 1977 - 3:e plats
- 1981 - 2:a plats
- 1985 - Första omgången
- 1989 - 5:e plats (sist)
- 1991 - Kvalade inte in
- 1993 - Kvalade inte in
- 1996 - Första omgången
- 1998 - Första omgången
- 2000 - Kvalade inte in
- 2002 - Andra omgången
- 2003 - Andra omgången
- 2005 - Kvalade inte in
- 2007 - Första omgången
- 2009 - Första omgången
- 2011 - Kvartsfinal
- 2013 - Kvartsfinal
- 2015 - Gruppspel

Enda mästerskapssegern kom 1943. El Salvador vann CCCF-mästerskapet, för de centralamerikanska och karibiska landslagen, hemma.

### UNCAF mästerskapet
- 1991 - 4:e plats
- 1993 - 3:e plats (delad)
- 1995 - 3:e plats
- 1997 - 3:e plats
- 1999 - 4:e plats
- 2001 - 3:e plats
- 2003 - 3:e plats
- 2005 - Första omgången
- 2007 - 4:e plats
- 2009 - 4:e plats
- 2011 - 4:e plats
- 2013 - 3:e plats
- 2014 - 4:e plats

Turneringen för de centralamerikanska lagen är samtidigt kval till CONCACAF Gold Cup där de tre eller fyra främsta går vidare till slutspelet. 2007 spelades turneringen i El Salvador.

### Copa América
- 1916 till 1991 - CONCACAF bjöds inte in
- 1993 till 2004 - Inte inbjudna

### Övriga turneringar
El Salvador vann Centralamerikanska och karibiska spelen 1954 och 2002 (Sedan 1990 en U-21-turnering).